# A Passage in Time
A Passage in Time è la prima raccolta del gruppo musicale australiano Dead Can Dance, pubblicata il 20 ottobre 1991 dalla 4AD.

## Descrizione
Contiene una selezione di brani tratti dagli album Spleen and Ideal, Within the Realm of a Dying Sun, The Serpent's Egg e Aion e gli inediti Bird e Spirit, composti appositamente per la raccolta

## Tracce
Testi e musiche di Dead Can Dance, eccetto dove indicato.
1. Saltarello – 2:36
2. Song of Sophia – 1:23
3. Ullyses – 4:53
4. Cantara – 5:53
5. The Garden of Zephirus – 1:18
6. Enigma of the Absolute – 4:12
7. Wilderness – 1:24
8. The Host of Seraphim – 6:21
9. Anywhere Out of the World – 5:05
10. The Writing on My Father's Hand – 3:50
11. Severance – 3:21
12. The Song of the Sybil – 3:45 (brano tradizionale)
13. Fortune Presents Gifts Not According to the Book – 6:03 (testo: Luis de Góngora)
14. In the Kingdom of the Blind The One-Eyed are Kings – 4:09
15. Bird – 5:00
16. Spirit – 4:58

## Formazione
- Dead Can Dance – produzione
- John A. Rivers – produzione (tracce 2-4, 6, 8 e 9)